# ロンボ語
ロンボ語（ロンボご、ロンボ語: Kirombo、英: Rombo language）はバントゥー語群に属する言語である。話者はタンザニアのキリマンジャロ州に居住するチャガ族の人々である。

## 言語名別称
- Kirombo

## 方言
- Keni
- Mashati
- Mkuu
- Usseri (Kiseri, Useri)